# Igor Nowosilcow
Igor Leonidowicz Nowosilcow, ros. Игорь Леонидович Новосильцов (ur. 12 sierpnia 1905 r. w Kałudze, zm. 15 września 2002 r. w Spring Valley) – lektor rosyjskojęzycznego radia w niemieckiej organizacji propagandowej "Winieta", a następnie szef oddziału kultury i sztuki Głównego Zarządu Propagandy Komitetu Wyzwolenia Narodów Rosji podczas II wojny światowej, rosyjski emigracyjny działacz religijny i społeczny, publicysta.
Rodzina I. L. Nowosilcowa w 1920 r. wyemigrowała do Królestwa SHS. W 1925 r. I. L. Nowosilcom ukończył rosyjski korpus kadetów w Sarajewie. Przeniósł się do Czechosłowacji, gdzie uczył się w szkole leśnej. Jednocześnie był słuchaczem Rosyjskiego Uniwersytetu Narodowego w Pradze. Grał w rosyjskim teatrze. Następnie pracował w firmach handlowych. Po wybuchu II wojny światowej zamieszkał w Niemczech, gdzie został lektorem w rosyjskojęzycznym radiu organizacji propagandowej "Winieta". W 1943 r. spotkał się z gen. Andriejem A. Własowem, po czym rozpowszechniał jego idee wśród rosyjskiej emigracji. Od grudnia 1944 r. stał na czele oddziału kultury i sztuki Głównego Zarządu Propagandy Komitetu Wyzwolenia Narodów Rosji (KONR). Po zakończeniu wojny wyemigrował do Włoch, gdzie został przedstawicielem Synodu Rosyjskiego Kościoła Prawosławnego poza granicami Rosji. Jego zadaniem było pomaganie b. obywatelom sowieckim w celu uniknięcia wydania do ZSRR. W 1962 r. wyjechał do USA. Uczył języka rosyjskiego w szkole wojskowej przy uniwersytecie Syracuse. Był autorem artykułów o historii Rosyjskiego Ruchu Wyzwoleńczego gen. A. A. Własowa. Założył i został jednym z głównych działaczy Russian Farm Supply Fund, który po 1991 r. wspierał odrodzenie rolnictwa w Rosji.